# رالی استونی ۲۰۲۳
رالی ۲۰۲۳ استونی (همچنین به عنوان رالی رالی قهرمانی جهان استونی ۲۰۲۳ نیز شناخته می‌شود) یک رویداد اتومبیل رانی برای خودروهای رالی بود که از ۲۰ جولای تا ۲۳ ژوئیه ۲۰۲۳ برگزار شد. این رویداد سیزدهمین رالی استونی بود همچنین هشتمین دور از مسابقات رالی قهرمانی جهان ۲۰۲۳، مسابقات رالی قهرمانی جهان ۲ و مسابقات رالی قهرمانی جهان ۳ بود. این رویداد همچنین میزبان چهارمین دور از مسابقات رالی قهرمانی نوجوانان جهان در سال ۲۰۲۳ نیز بود. این رویداد در تارتو شهرستان تارتو و بیش از بیست و یک مرحله ویژه که مسافت رقابتی ۳۰۰٫۴۲ کیلومتر (۱۸۶٫۶۷ مایل) را پوشش می‌داد، برگزار شد.